# Première Formule
Albums de Hocus Pocus
Seconde Formule
(1998)
Première Formule est le tout premier enregistrement cassette du groupe Hocus Pocus (qui à l'époque s’écrivait Ocus Pocus).
Le groupe, encore au lycée, est uniquement composé de 20Syl et de Cambia.

## Liste des titres

### Face A
1. Intro
2. Songe que...
3. L'emblème
4. Karma
5. Interlude
6. A BOO de bra
7. Mais où est ?!!..
8. Side One end

### Face B
1. Intro II
2. Première Formule
3. De l'oxydant
4. L'emblème (remix)
5. On ne récolte ce...
6. Instrumental...
7. Outro